# Dobrotești (Dolj)
Pour les articles homonymes, voir Dobrotești.
Dobrotești est une commune roumaine située dans le județ de Dolj.